# Bluetooth marketing
Bluetooth marketing – wariant marketingu mobilnego wykorzystujący do komunikacji Bluetooth.

## Sposób działania
Specjalne urządzenie lub komputer z modułem Bluetooth wykrywa telefony komórkowe, laptopy oraz PDA w swoim zasięgu, a następnie wysyła do nich prośbę o odebranie wiadomości informacyjno-reklamowej. Po zaakceptowaniu transmisji przez odbiorcę urządzenie wysyła multimedialną wiadomość do telefonu komórkowego lub laptopa.